# Páramo de Boedo
Páramo de Boedo és un municipi de la província de Palència a la comunitat autònoma de Castella i Lleó (Espanya). Inclou les pedanies de Villaneceriel de Boedo i Zorita del Páramo.

## Demografia
| 1991 | 1996 | 2001 | 2004 |
| ---- | ---- | ---- | ---- |
| 137  | 122  | 102  | 107  |